# Mai Đức Thiện
Mai Đức Thiện (sinh ngày 24 tháng 08 năm 1989 tại Hà Nội) là một nghệ sĩ, nhà nghiên cứu và sưu tầm tư liệu nghệ thuật dân gian người Việt Nam. Anh được biết đến là một trong những người trẻ tiên phong "số hóa âm nhạc dân gian" và thành công trong việc "khoác áo mới" cho rất nhiều loại hình dân ca như: Chèo, Chầu văn, Trống quân và đặc biệt là nghệ thuật hát Xẩm.

## Nhà nghiên cứu và sưu tầm
Mai Đức Thiện được biết đến là học trò trực tiếp của nhiều nghệ nhân nổi tiếng trong làng âm nhạc dân gian truyền thống Việt Nam như NSƯT Hà Thị Cầu, Nhạc sĩ Thao Giang, NSND Xuân Hoạch, NSƯT Thúy Đạt, NSND Đoàn Thanh Bình, NSND Minh Thu, biên đạo múa Trọng Hạp, biên đạo múa Thu Hiền.
Sau này anh truyền dạy về nghệ thuật hát Xẩm và nghệ thuật diễn xướng dân gian. Học trò của anh đã có được những thành công nhất định, tiêu biểu kể đến: Ngô Văn Hảo, ca sỹ Tịnh Hải, Nguyễn Thị Xuân Hoa, nghệ sỹ Nguyễn Trà My, NNDG Minh Tám, nghệ sỹ Lê Doãn Thái Bình, Hoàng Hữu Hùng, Nguyễn Minh Trang, Phạm Phương Vy, Minh Ngọc, Phương Anh...
Anh đã học tập và cộng tác biểu diễn với Trung tâm phát triển Nghệ thuật Âm nhạc Việt Nam từ 2008 đến năm 2012 đã tạo cơ hội cho Mai Đức Thiện được biểu diễn ở các sân khấu lớn, các chương trình âm nhạc dân gian và ghi hình trong các chương trình "Dân Ca Nhạc Cổ", "Làn Điệu Việt", phóng sự về Xẩm trên truyền hình.
Với sự phát triển mạnh mẽ của công nghệ thông tin, sự bùng nổ của mạng xã hội, Mai Đức Thiện đã tích cực hoạt động nghệ thuật trên internet và trở thành người tiên phong hệ thống hóa tư liệu âm thanh, hình ảnh, video của nghệ thuật hát Xẩm hát Chèo, xây dựng "thư viện Xẩm, Chèo online" trên YouTube.
Năm 2014 đến nay, anh đồng hành với dự án Chèo 48h, triển khai các lớp trải nghiệm hát Chèo, hát Xẩm và Chầu Văn dành cho các bạn sinh viên ở khắp các trường đại học, đưa người trẻ tiếp cận với nghệ thuật truyền thống.
Với nhiều thành tựu đạt được, Mai Đức Thiện trở thành "người tiên phong" hệ thống hóa tư liệu âm thanh, hình ảnh, video của nghệ thuật hát Xẩm, hát Chèo trên mạng internet.
Ngoài việc sưu tầm và nghiên cứu nghệ thuật dân gian, Mai Đức Thiện còn tham gia diễn xuất trong một số bộ phim nổi tiếng như: Vợ Khôn (2017 – Đạo diễn Ngọc Chiến), Đàn Bầu Kể Chuyện (2018 – Đạo diễn Nguyễn Đức Phương), Người Xưa Lập Nghiệp (2019), Mâm Cỗ Tất Niên (2024 – Đạo diễn Nguyễn Lớp).

## Tác phẩm tiêu biểu
- Duyên Phận - Lời thơ Dân gian (Xẩm Hà Liễu)
- Công Cha Ngãi Mẹ Sinh Thành - Lời thơ Dân gian (Xẩm Thập Ân)
- Hẹn Cưới - Lời thơ Dân gian (Xẩm Kể Trống Quân)
- Ví Dầu Biết Trước Nhau Ra - Lời thơ Dân gian (Ngâm Sa Mạc, Xẩm Tàu Điện, Xẩm Thập Ân)
- Cứ Về Thanh Hóa Một Lần - Lời thơ: Nhà thơ Nguyễn Minh Khiêm (Lẩy Kiều, Trống Quân, Xẩm Chợ, Xẩm Tàu Điện)
- Nỗi Niềm Thị Phương - Lời thơ: Nhà thơ Hoàng Anh Tuấn (Xẩm Hà Liễu)
- Mẹ Tôi - Lời thơ: Nhà thơ Nguyễn Đình Vinh (Xẩm Tàu Điện, Xẩm Thập Ân, Ngâm Sa Mạc)
- Khai Dạ Dưỡng Lòng - Lời thơ: Nhà ngôn ngữ học Lê Mỹ (Lẩy Kiều, Xẩm Thập Ân, Ngâm Sa Mạc)
- Tương Tư - Lời thơ: Thi sĩ Nguyễn Bính (Lẩy Kiều, Xẩm Huê Tình, Xẩm Tàu Điện, Ngâm Sa Mạc)
- Tơ Vương - Lời thơ: Tiến sĩoàn Lâm (Lẩy Kiều, Hát Văn, Ngâm Sa Mạc, Xẩm Huê Tình, Xẩm Tàu Điện)
- Tìm Về Câu Hát Nhớ Thương - Lời thơ: NSƯT Thúy Đạt (Hát Ru, Xẩm Tàu Điện, Xẩm Huê Tình)

## Giải Thưởng
- Huy Chương Vàng do CLB thơ Việt Nam trao tặng trong ngày hội Lục Bát Giáp Ngọ 2014 với tiết mục Xẩm "Người Quê Ở Phố" (lời thơ Trương Nam Chi theo điệu Xẩm Hà Liễu).
- Giải Ba trong "Liên hoan Chiếu Chèo Làng Tôi và Hát Chèo Chuyên nghiệp tỉnh Hưng Yên mở rộng năm 2016" với tiết mục "Vu Quy" do Đài truyền hình Hưng Yên tổ chức.
- Giải B trong "Liên hoan Hát Xẩm Ninh Bình mở rộng năm 2022" do Sở văn hóa và thể thao, UBND tỉnh Ninh Bình tổ chức.

## Vinh Danh
- Bằng Khen do Liên hiệp các Hội Unesco Việt Nam trao tặng vì đã có thành tích "đóng góp tích cực cho sự phát triển chung của Liên hiệp các Hội Unesco Việt Nam (2010-2015)".
- Giấy Khen do Hội Di sản Văn hóa Việt Nam trao tặng vì "đã có thành tích xuất sắc trong công tác biểu diễn và quảng bá Dân ca Ví, Giặm Nghệ Tĩnh trong năm 2016.
- Bằng Tuyên Dương Công Đức do Ban Văn hóa Trung ương Giáo hội Phật giáo Việt Nam trao tặng vì đã có đóng góp tích cực cho sự thành công trong chương trình ca múa nhạc Phật Giáo chào mừng "Phật Ngọc Hòa Bình Thế Giới" tại Chùa Yên Phú năm 2016.
- Bằng Tuyên Dương Công Đức do Ban Văn hóa Trung ương Giáo hội Phật giáo Việt Nam trao tặng vì "đã có thành tích xuất sắc trong các chương trình biểu diễn văn hóa nghệ thuật Phật Giáo năm 2022".
- Chứng nhận tham gia Lễ Hội Thiết Kế Sáng Tạo Hà Nội do UBND Thành phố Hà Nội tổ chức năm 2022, 2023.
- Bằng Tuyên Dương Công Đức do Ban Văn hóa Trung ương Giáo hội Phật giáo Việt Nam trao tặng vì "đã có thành tích xuất sắc trong suốt 15 năm hoạt động nghệ thuật và lan tỏa những giá trị văn hóa Phật Giáo Việt Nam".

## Chú Thích
1. ↑  "Mai Đức Thiện - Người trẻ tiên phong nỗ lực đưa hát xẩm vào đời sống". Người lao động. ngày 28 tháng 5 năm 2021. Truy cập ngày 9 tháng 3 năm 2025.
2. ↑  "Nhạc sĩ Thao Giang, người hồi sinh nghệ thuật hát xẩm qua đời". Báo văn hóa. ngày 25 tháng 10 năm 2023. Truy cập ngày 9 tháng 3 năm 2025.
3. ↑  "Mai Đức Thiện - Tay đàn miệng hát xẩm giúp đời mua vui". Nông nghiệp Việt Nam. ngày 1 tháng 2 năm 2017. Truy cập ngày 9 tháng 3 năm 2025.
4. ↑  thanhnien.vn (ngày 12 tháng 3 năm 2020). "Di sản âm nhạc trên YouTube". thanhnien.vn. Truy cập ngày 18 tháng 3 năm 2025.
5. ↑  "Mai Đức Thiện - Xẩm và hành trình thích ứng đời sống đương đại". Đài phát thanh và truyền hình Lạng Sơn. ngày 24 tháng 5 năm 2021. Truy cập ngày 9 tháng 3 năm 2025.
6. ↑  "Mai Đức Thiện - Nghệ thuật Xẩm qua góc nhìn giới trẻ". VOV2. ngày 20 tháng 5 năm 2021. Truy cập ngày 9 tháng 3 năm 2025.
7. ↑  "Phóng Sự: Mai Đức Thiện - Người Lưu Giữ Những Giá Trị Truyền Thống". Chương trình "Nụ Cười Ban Mai" phát sóng trên kênh VTVcab 10 - O2TV. ngày 30 tháng 9 năm 2016. Truy cập ngày 9 tháng 3 năm 2025.

## Liên Kết Ngoài
1. Kênh Youtube chính thức
2. Facebbook chính thức